# توماس بارتون
توماس بارتون (بالإنجليزية: Thomas Barton)‏ هو عسكري أمريكي، (ولد في كليفلاند في الولايات المتحدة 1831  م).